# كامبوتيخار
بلدية كامبوتيخار (بالإسبانية: Campotéjar) هي بلدية تقع في مقاطعة غرناطة التابعة لمنطقة أندلوسيا جنوب إسبانيا.

## الديموغرافيا
بلغ عدد سكان بلدية كامبوتيخار 1.380 نسمة عام 2011 (وفقاً للمعهد الوطني الإسباني للإحصاء).
| 1.440 | 1.447 | 1.424 | 1.441 | 1.400 | 1.420 | 1.380 |